# Коробков, Илья Витальевич
Илья Витальевич Коробков  (род. 1970) — видеохудожник, фотограф, продюсер. Живёт и работает в Москве.

## Биография
Родился 10 февраля 1970 года в Ташкенте. Переехав в Москву в 1987 году, поступил в Московский энергетический институт. В 2004 году окончил энергофизический факультет по специальности «физик-инженер».
С 2003 года увлекается фотографией, учился под руководством Александра Лапина. Индивидуальное творчество начал с документальной съемки. Коробков был отмечен на Portfolio Review молодых авторов в Братиславе (Словакия, 2003). Его первая персональная выставка состоялась в галерее ФОТОimage в Санкт-Петербурге в 2004 году. В 2007 году поступил в Московскую школу фотографии и мультимедиа им. А. Родченко, где учился у Владимира Куприянова и Кирилла Преображенского (2007-09 гг). В 2007 году совместно с Преображенским основал группу видеохудожников VIDIOT и стал продюсером одноимённого периодического независимого видеожурнала (с 2008 до 2014 года). Снялся в главной роли в фильме «Путь Самоделкина» (2009), созданном группой, параллельно самостоятельно снимает документальные и короткометражные фильмы.
Работает в области видеоарта и цифровых медиа, ведет преподавательскую деятельность: с 2010 года — один из руководителей мастерской «Видеоарт» в Московской школе фотографии и мультимедиа им. А. Родченко, преподаватель курсов «Введение в композитинг, основы видеоэффектов» и «Инструменты видеомонтажа и анимации». В 2012—2014 гг. читал лекции по курсу «Практика видеоарта» в Британской высшей школе дизайна (Москва). В рамках перекрестного года культуры Россия-Голландия (2013) курировал российско-голландскую программу «24 RU/NL. Шестьдесят секунд свободы для раскрытия замысла художника» (Образовательный центр Гараж), а также выступил организатором и продюсером совместного выпуска видеожурнала TOM/VIDIOT.
В 2014 году работа Коробкова «Диалоги о преобразовании» была номинирована на Премию Кандинского («Проект года»).
Занимается также проектами в области медиадизайна мероприятий: оформление церемонии открытия и закрытия фестиваля «Кинотавр» (Сочи, 2011-12 гг), оформление церемонии награждения победителей премии Кандинского (2012-14 гг) и премии газеты The Art Newspaper (2014).

## Персональные выставки
- 2004 #1 Выставка фотографий, галерея ФОТОimage, Санкт-Петербург
- 2005 «Книга странствий», Московский музей современного искусства, Москва
- 2011 Персональная выставка в квартирной галерее «Черемушки»
- 2012 Персональная выставка в Галерее «Random gallery», Москва

## Групповые выставки
- 2008 Участие в Московской фотобиеннале, МАММ, Москва
- 2009 Выставка «Европейская мастерская: Творчество в общем культурном пространстве», ЦДХ, Москва
- 2010 «Русские утопии», Центр современной культуры Гараж, Москва
- 2010 Первая южно-русская биеннале современного искусства, Ростов, Россия
- 2010 «История российского видеоарта. Том 3», ММСИ, Москва
- 2011 «Рекламная пауза». Специальная программа центра современной культуры «Гараж» на 54 Венецианской биеннале, Венеция
- 2011 «Insight & Foresight» в Гараже Мельникова, Москва
- 2012 — Moscow Hub. Галерея photohub_Manometr, ArtPlay, Москва
- 2012 «Austerity Measures», London, Lisbon, Barcelona
- 2012 «Walk about Moscow», New Delhi, India
- 2013 «Zeitgeist» в рамках фестиваля «Код эпохи», Музей декоративно-прикладного и народного искусства, Москва
- 2013 «What is behind the curtain» Random Gallery, Москва
- 2013 Показ работ на международном кинофестивале им. Тарковского «Зеркало», Иваново
- 2014 «Quest for silence», Арт резиденция, Москва
- 2014 Выставка номинантов Премии Кандинского, кинотеатр «Ударник», Москва
- 2014 «Art Survivalists», село Столбовая, Московская область

## Кураторские проекты
- 2013 24 RU/NL. Шестьдесят секунд свободы для раскрытия замысла художника. Moscow-Amsterdam, Музей современного искусства «Гараж»

## Видеография
- «Черемушки. Частная жизнь» single-channel video, 2008
- Спокойствие, single-channel video, 2008
- Музей, single-channel video, 2008
- To joy…, single-channel video, 2009
- Serial 24 hours, single-channel video, 2009
- Broken time, single-channel video, 2009
- Курск. Погружение (together with group VIDIOT), triple-channel video 2009
- Как вам это нравится?, interactive installation, 2009
- Путь Самоделкина (together with group VIDIOT), feature film 2009
- City one minute. Moscow, single-channel video, 2010
- Двадцать первый, single-channel video 2010
- В лунном свете, single-channel video 2010
- Das Kapital, four-channel video 2010
- Наследие, single-channel video 2011
- Рекламная пауза, single-channel video 2011
- Перекресток, single-channel video 2011
- Русский сувенир, single-channel video 2011
- Проекции эйлера, single-channel video 2011
- На нарах, video installation, 2012
- ТВ экскурсия, single-channel video 2013
- Посвящение Владиславу Мамышеву-Монро, 2013
- Диалоги о преобразовании, single-channel video 2014
- Эфир, single-channel video 2014
- I am American now, single-channel video 2014
- Прометей, multichannel video installation, 2014